# Dendropicos gabonensis
Dendropicos gabonensis е вид птица от семейство Picidae.

## Разпространение
Видът е разпространен в Ангола, Габон, Екваториална Гвинея, Камерун, Република Конго, Демократична република Конго, Нигерия, Уганда и Централноафриканската република.